# Кінороман
Кінороман — експериментальна форма роману, що виникла на початку ХХ століття як втілення ідеї про те, що мистецтво мусить бути синкретичним. Цей жанр може в різному співвідношенні поєднувати риси кінематографічності й белетристики. Тому кіно- й літературна критика в цих випадках взаємно запозичують поняття для опису й аналізу наративних і зображальних засобів.

## Історія виникнення жанру
З поняттям синкретичності мистецтв тісно пов'язане поняття інтермедіальності, утворене за аналогією до «інтертекстуальності». Оскільки художня форма мистецького твору бере участь у комунікації, то художні форми різних видів мистецтва здатні до взаємного обміну своїми «медіа» (кольором, лінією, звуками). На початку XX століття з розвитком авангардних течій у мистецтві ідея взаємопроникнення й змішування мистецтв стала особливо актуальною.
З появою німого чорно-білого кіно критики почали помічати багато спільних рис у наративних прийомах і структурі прози й фільму. Спочатку кіно послуговувалося тими самими способами оповіді, що й роман, навіть у тих рідкісних випадках, коли фільм було знято не на основі якогось тексту, від якого нове мистецтво все ще було залежним, наприклад, у використанні титрів. Особливості оповідної структури традиційного роману у відтворенні фільму були висвітлені ще чіткіше, що й дозволяло проводити паралелі.
Брюс Морріссетт вважає, що одним з перших власне кінороманів можна вважати опублікований у 1947 році сценарій Жана-Поля Сартра Les jeux sont faits. Хоча в цьому тексті відсутня лексика, що стосується творення фільму (наприклад, великий план або панорамна знімання), Сартр використовує й описує багато сценічних ефектів. Найбільш подібним до фільму робить цей текст кадрування, особливо в послідовності сцен, що змінюються все з більшим інтервалом, відтворюючи паралельні історії героя й героїні.

## Кінороман в українській літературі
Перші спроби поєднати кіно та літературу пов'язані з діяльністю панфутуристів, натхненником та очільником яких був Михайль Семенко. Навколо організованого ним у 1927 році журналу "Нова генерація" згуртувалися митці, так чи інакше пов'язані з кінематографом: Дмитро Бузько, якому принесла славу екранізація його роману "Лісовий звір", кінорежисер Олександр Перегуда, режисер театру й кіно Фавст Лопатинський, працівник Одеської кінофабрики Леонід Скрипник, теоретик літератури й кіно Олексій Полторацький.. ,
Порівнюючи західноєвропейську й українську літературну традицію, Ніна Бернадська приходить до висновку, що в першій кінороман більше тяжій до кінематографічних засобів, тоді як в українській переважають літературні прийоми. 